# Winchester (Tennessee)
Winchester – miasto w Stanach Zjednoczonych, w stanie Tennessee, siedziba administracyjna hrabstwa Franklin.